# 1918年のメジャーリーグベースボール
以下は、メジャーリーグベースボール（MLB）における1918年のできごとを記す。
1918年4月15日に開幕し、シーズン途中に第一次大戦のためペナントレースを9月1日に中断し、その時点の首位チームを優勝としてワールドシリーズを9月初旬に開催して9月11日に全日程を終えた。
9月1日時点で首位であったナショナルリーグのシカゴ・カブスとアメリカンリーグのボストン・レッドソックスがリーグ優勝した。シカゴ・カブスは8年ぶり11度目、ボストン・レッドソックスは2年ぶり6度目の優勝となった。
ワールドシリーズはボストン・レッドソックスがシカゴ・カブスを4勝2敗で制し、5度目のシリーズ制覇を果たした。
1917年のメジャーリーグベースボール - 1918年のメジャーリーグベースボール - 1919年のメジャーリーグベースボール

## できごと

### 第一次大戦の影響
1914年8月に始まった第一次世界大戦にアメリカは参戦していなかったが、1917年4月にウイルソン大統領は参戦を決意しドイツに宣戦布告した。1917年はメジャーリーグでも数人が志願して兵役についたが、野球開催に関しての影響は少なかった。しかし1918年に入ると戦局が急を告げて、選手たちがぞくぞくと召集を受け、一般国民の戦意の高揚とともに野球に対する関心が衰え始め、野球界にとって冬の時代であった。この年に曲がりなりにも試合を消化できたのはメジャーリーグとマイナーのインターナショナルリーグだけで、他のマイナーリーグは選手の不足と経営の不振で崩壊状態であった。
そのためアメリカン・リーグのバン・ジョンソン会長は危機感を持ち、ワールドシリーズの中止を検討するが他の球団オーナーが反対する事態となった。そして軍の要請（仕事か戦闘かを迫るものであった）を受け入れて、8月2日にレギュラーシーズンを9月1日で打ち切りとすることを決め、この結果合計226試合が中止となった。しかしペナントレースは中断されたがワールドシリーズは特別措置として開催が認められて、9月5日から行われた。
アメリカン・リーグのレッドソックスは、ベーブ・ルースが投手で20試合に登板して13勝7敗の成績を収め、そして外野手として59試合、一塁手として13試合出場し、打率.300・本塁打11本・打点66を打って本塁打王となり、そのバッティングに注目が集まって、レッドソックスの投打の中心となり、他にもカール・メイズ(21勝)がいた。
一方ナショナル・リーグのシカゴ・カブスも強力な投手陣がいてヒッポ・ボーン(22勝)、レフティー・タイラー(19勝)、クロード・ヘンドリックス(19勝)らが活躍した。
そしてワールドシリーズでは、ベーブ・ルースが2勝、カール・メイズも2勝してレッドソックスがシリーズを制した。
- シカゴ・カブスのヒッポ・ボーン投手はこの年にピート・アレクサンダーがカブスに移籍してきたが、第一次世界大戦に派兵されたため、ボーンとタイラーとヘンドリックスでカブスの投手陣を支えた。そしてこの年ボーンはナショナルリーグの最多勝22勝・最優秀防御率1.74・最多奪三振148で投手三冠を達成する最高のシーズンとなった。彼は翌1919年も最多奪三振を記録した。
- ブルックリン・ロビンスの ザック・ウィートは、この年に打率.335で首位打者となった。タイトルはこの年の首位打者だけだったが、1909年から1926年までブルックリン・ロビンス(後のドジャース)に、1927年はコニー・マックのアスレチックスに1年在籍して引退した。外野手として評価が高く、後にブランチ・リッキーがブルックリン史上最高の外野手と述べ、長い間ロビンスで人気があった選手である。ライン・ドライブをよく打ち、カーブ打ちの名人で、ジャイアンツのジョン・マグロー監督が「ポログラウンドでは絶対に彼にカーブを投げるな」と投手陣に厳命したほどであった。生涯通算打率.317で1959年に殿堂入りした。
- フィラデルフィア・フィリーズはピート・アレクサンダーの徴兵を恐れて前年末にアレクサンダーをカブスに金銭トレードで放出した。このフィリーズの予想通り彼は1918年のシーズンに入ってすぐに徴兵され、第一次世界大戦でフランス戦線に出征した。この年は結局3試合に登板しただけであった。フィリーズには1930年に戻ってきたが1勝も挙げられなかった。

### レッドソックスとヤンキース
ボストン・レッドソックスはこの年に新しい監督エド・バローを迎えて通算5度目のシリーズ制覇であった。しかし1920年に当時のレッドソックスのオーナーだったハリー・フレイジーは、財政難からチームの看板選手だったベーブ・ルースをヤンキースに放出、バローも1920年限りで監督をやめ、ヤンキースのゼネラルマネージャーをつとめることになる。そして1903年から1918年までの15年間で5回シリーズ制覇したレッドソクッスの6度目のシリーズ制覇はそれから86年後の2004年になった。
その間にニューヨーク・ヤンキースは1923年から通算27回のシリーズ制覇を成し遂げることになるが、この1918年時点ではシリーズどころかリーグ優勝も無い弱小球団であった。第一次大戦が終結したこの年でボストン・レッドソックスはアメリカンリーグ最多の6回リーグ優勝し、ナショナルリーグではシカゴ・カブスが最多の11回、ニューヨーク・ジャイアンツが8回リーグ優勝していた。やがて32年後の1950年にヤンキースはカブスの優勝回数(1950年時点で16回)を超えて17回のリーグ優勝からさらに20世紀後半に優勝回数を伸ばしていく。
そのニューヨーク・ヤンキースは、1913年にハイランダースからヤンキースに名称を変え、この1918年に新監督を迎えてリーグ4位であった。1915年にオーナーとなったジェイコブ・ルパートが1913年からカージナルスの選手兼監督を務めていたミラー・ハギンスを招いての最初のシーズンであった。この年は4位、翌1919年は3位、1920年も3位とそれまでＢクラスであったチームは確実に上昇機運であった。そしてレッドソックス監督であったエド・バローをゼネラルマネージャーに就任させてからヤンキースの黄金時代が始まった。ミラー・ハギンスも1929年のシーズン途中で急逝するまでにリーグ優勝6回、シリーズ制覇3回の実績を残した。

### 記録
- ワールドシリーズでベーブ・ルース投手がクリスティ・マシューソンの記録を破る29回2/3イニングスのワールドシリーズ無失点記録を樹立した。

## 最終成績

### レギュラーシーズン
| 順 | チーム                           | 勝利 | 敗戦 | 勝率 | G差  |
| -- | -------------------------------- | ---- | ---- | ---- | ---- |
| 1  | ボストン・レッドソックス         | 75   | 51   | .595 | --   |
| 2  | クリーブランド・インディアンス   | 73   | 54   | .575 | 2.5  |
| 3  | ワシントン・セネタース           | 72   | 56   | .563 | 4.0  |
| 4  | ニューヨーク・ヤンキース         | 60   | 63   | .488 | 13.5 |
| 5  | セントルイス・ブラウンズ         | 58   | 64   | .475 | 15.0 |
| 6  | シカゴ・ホワイトソックス         | 57   | 67   | .460 | 17.0 |
| 7  | デトロイト・タイガース           | 55   | 71   | .437 | 20.0 |
| 8  | フィラデルフィア・アスレチックス | 52   | 76   | .406 | 24.0 |

| 順 | チーム                       | 勝利 | 敗戦 | 勝率 | G差  |
| -- | ---------------------------- | ---- | ---- | ---- | ---- |
| 1  | シカゴ・カブス               | 84   | 45   | .651 | --   |
| 2  | ニューヨーク・ジャイアンツ   | 71   | 53   | .573 | 10.5 |
| 3  | シンシナティ・レッズ         | 68   | 60   | .531 | 15.5 |
| 4  | ピッツバーグ・パイレーツ     | 65   | 60   | .520 | 17.0 |
| 5  | ブルックリン・ロビンス       | 57   | 69   | .452 | 25.5 |
| 6  | フィラデルフィア・フィリーズ | 55   | 68   | .447 | 26.0 |
| 7  | ボストン・ブレーブス         | 53   | 71   | .427 | 28.5 |
| 8  | セントルイス・カージナルス   | 51   | 78   | .395 | 33.0 |

### ワールドシリーズ
- カブス 2 - 4 レッドソックス

| 9/ 5 – | レッドソックス | 1 | - | 0 |  | カブス         |
| 9/ 6 – | レッドソックス | 1 | - | 3 |  | カブス         |
| 9/ 7 – | レッドソックス | 2 | - | 1 |  | カブス         |
| 9/ 9 – | カブス         | 2 | - | 3 |  | レッドソックス |
| 9/10 – | カブス         | 3 | - | 0 |  | レッドソックス |
| 9/11 – | カブス         | 1 | - | 2 |  | レッドソックス |

## 個人タイトル

### アメリカンリーグ
| 項目   | 選手                       | 記録 |
| ------ | -------------------------- | ---- |
| 打率   | タイ・カッブ (DET)         | .382 |
| 本塁打 | ベーブ・ルース (BOS)       | 11   |
| 本塁打 | ティリー・ウォーカー (PHA) | 11   |
| 打点   | ボビー・ヴィーチ (DET)     | 78   |
| 得点   | レイ・チャップマン (CLE)   | 84   |
| 安打   | ジョージ・バーンズ (PHA)   | 178  |
| 盗塁   | ジョージ・シスラー (SLA)   | 45   |

| 項目   | 選手                         | 記録 |
| ------ | ---------------------------- | ---- |
| 勝利   | ウォルター・ジョンソン (WS1) | 23   |
| 敗戦   | エディ・シーコット (CWS)     | 19   |
| 敗戦   | スコット・ペリー (PHA)       | 19   |
| 防御率 | ウォルター・ジョンソン (WS1) | 1.27 |
| 奪三振 | ウォルター・ジョンソン (WS1) | 162  |
| 投球回 | スコット・ペリー (PHA)       | 332⅓ |
| セーブ | ジョージ・モグリッジ (NYY)   | 7    |

### ナショナルリーグ
| 項目   | 選手                         | 記録 |
| ------ | ---------------------------- | ---- |
| 打率   | ザック・ウィート (BRO)       | .335 |
| 本塁打 | ギャビー・クラバス (PHI)     | 8    |
| 打点   | シェリー・マギー (CIN)       | 76   |
| 得点   | ヘイニー・グロー (CIN)       | 86   |
| 安打   | チャーリー・ホロシャー (CHC) | 161  |
| 盗塁   | マックス・キャリー (PIT)     | 58   |

| 項目   | 選手                         | 記録 |
| ------ | ---------------------------- | ---- |
| 勝利   | ヒッポ・ボーン (CHC)         | 22   |
| 敗戦   | ルーブ・マーカード (BRO)     | 18   |
| 敗戦   | ジョー・オーチジャー (PHI)   | 18   |
| 防御率 | ヒッポ・ボーン (CHC)         | 1.74 |
| 奪三振 | ヒッポ・ボーン (CHC)         | 148  |
| 投球回 | ヒッポ・ボーン (CHC)         | 290⅓ |
| セーブ | フレッド・アンダーソン (NYG) | 3    |
| セーブ | ウィルバー・クーパー (PIT)   | 3    |
| セーブ | ジョー・オーチジャー (PHI)   | 3    |
| セーブ | フレッド・トニー (CIN/NYG)   | 3    |